# جوليا بسترانا
جوليا بسترانا (1834-1860) فتاة مكسيكة توفت في عمر السادسة والعشرين كانت تعاني من مرض يدعى فرط الأشعار الخلقي (بالإنجليزية: Hypertrichosis) وجالت في عروض في أوروبا.
جوليا باسترانا مكسيكية هندية، ولدت في 1834. كان وجهها مغطى بالشعر الأسود. لها أذنين وأنف كبير على نحو غير عادي، وكانت أسنانها غير منتظمة. اكتشفها تيودور لينت واشتراها من امرأة قد تكون والدتها. علمتها الرقص والموسيقى واللعب على أخذها في جولة عالمية تحمل اسم «السيدة ذات الشعر واللحية». علمها القراءة والكتابة في ثلاث لغات وفي النهاية تزوجت منه وأصبحت حاملا.
خلال جولة في موسكو، باسترانا انجبت طفلا مع خصائص مشابهة لها. الطفل توفى بعد ثلاثة أيام فقط، وباسترانا توفت من مضاعفات ما بعد الولادة بعد فترة وجيزة. لم يتخل تيودور عن هذه الجولة وقام بتحنيط جوليا وطفلها، اتصل به أستاذ روسي اسمه سوكولوف، وعرض في مجلس الوزراء داخل زجاج. وبعد فترة وجد امرأة أخرى مماثلة السمات، وتزوجا وسماها زينورا باسترانا. إلا أنه أدخل في نهاية المطاف غلى المصح العقلي.
اختفت مومياء جوليا بسترانا عن أنظار العامة لفترة. وظهرت في النرويج عام 1921. ظلت معروضة حتى نهاية السبعينيات عندما تلقت الحكومة النرويجية تهديدات متعددة إن لم تقم بسحبها من الجمهور. سرقت المومياء في عام 1979 لكنها استعادت في وقت لاحق، وتم تخزينها في أوسلو في معهد الطب الشرعي عام 1990.
في شباط (فبراير) 2013 تم إعادة جثمانها إلى موطنها الأصلي المكسيك ومواراتها الثرى هناك بعد أكثر من 150 عاما من وفاتها.